# Stictoponera panda
Stictoponera panda  (лат.) — вид примитивных тропических муравьёв рода Stictoponera из подсемейства Ectatomminae (ранее в составе Gnamptogenys). Эндемик Китая.

## Распространение
Встречаются в Восточной Азии: Китай.

## Описание
Длина тела 3—4 мм. От близкого вида Stictoponera dentihumera отличается формой проподеума (он без зубца, заднебоковые углы округлые). Стебелёк между грудкой и брюшком состоит из одного узловидного членика (петиоль). Голову и всё тело покрывают глубокие бороздки. Усики 12-члениковые. Глаза среднего размера, выпуклые. Челюсти субтреугольные с плоским базальным краем и бороздками у основания. Вид был впервые описан в 1948 году американским мирмекологом Уильямом Брауном (Brown, W. L., Jr.; 1922—1997) под первоначальным названием Stictoponera panda Brown, 1948.
В 2022 году род Gnamptogenys был разделён на несколько (Alfaria + Gnamptogenys + Holcoponera + Poneracantha + Stictoponera) и данный вид перенесён в состав рода Stictoponera.